# 351年
| 千纪： | 1千纪 |
| 世纪： | 3世纪 \| 4世纪 \| 5世纪                                                                                  |
| 年代： | 320年代 \| 330年代 \| 340年代 \| 350年代 \| 360年代 \| 370年代 \| 380年代                                |
| 年份： | 346年 \| 347年 \| 348年 \| 349年 \| 350年 \| 351年 \| 352年 \| 353年 \| 354年 \| 355年 \| 356年          |
| 纪年： | 辛亥年（猪年）；东晋永和七年；前凉建兴三十九年；后赵永宁二年；代国建国十四年；冉魏永兴二年；前秦皇始元年 |

## 大事记
- 後趙末代皇帝石祗二月自去帝號，稱趙王，並許以傳國璽作交換，以求獲得前燕支持助討冉閔，慕容儁於是相信了後趙並派了悅綰救援襄國。
- 4月，冉閔在襄國之戰得到決定性的勝利，後趙大敗，許多羯族和其他胡人被殺害。
- 慕容恪帶領的前燕軍在廉台（今河北石家莊東部無極縣東北）擊敗冉閔，襄國之圍解除，但悅綰沒有獲得傳國璽，慕容儁於是殺掉當日前來求援的後趙太尉張舉。四月，石祗戰敗被部將劉顯杀死石祗，投降冉闵，从而后赵灭亡。后来刘显攻打邺城并自行称帝，亦被冉闵攻灭。
- 苻健建前秦
- 後趙并州刺史張平向前秦投降，前秦苻健任命張平為大將軍、冀州牧。

## 逝世
- 石祗，中國五胡十六國時代中，後趙的皇帝。为石虎子。
- 張舉，中國五胡十六國時代後趙大臣。